# Sélection de grains nobles

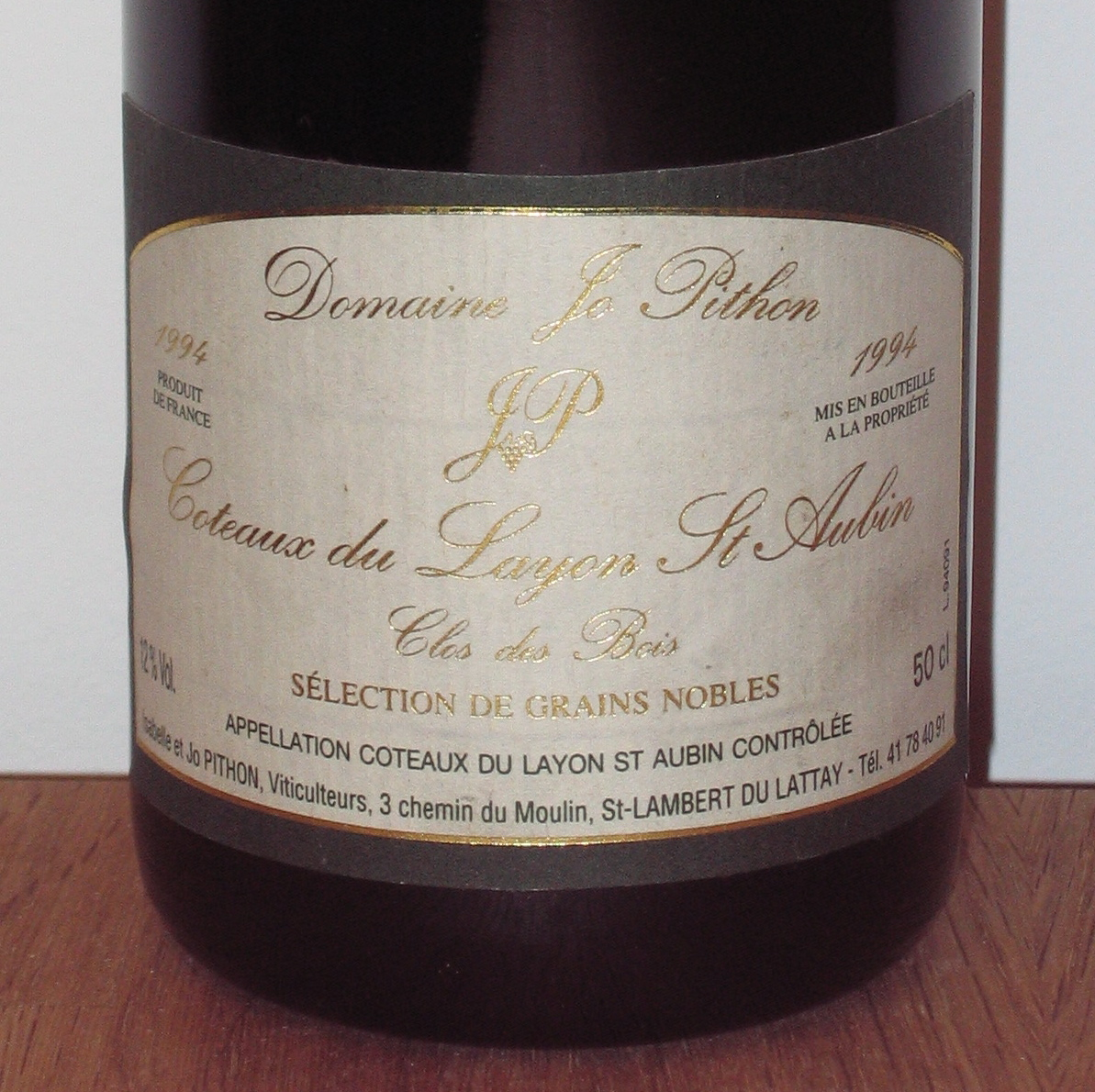
Een fles Coteaux du Layon uit de Loire-streek met de opdruk Sélection de grains nobles

Sélection de grains nobles is een aanduiding voor wijnen waarvan de productiewijze overeenkomt met die van wijnen aangeduid met vendange tardive, zij het dat bij sèlection de grains nobles alle druiven die aangetast zijn door edele rotting (wat zorgt voor een puurdere smaak) er met de hand tussenuit zijn geselecteerd.
Bij wijnen aangeduid met vendange tardive is grover te werk gegaan: hierbij zijn hele trossen geplukt, terwijl bij sèlection de grains nobles werkelijk alleen de druiven die edele rotting hebben ondergaan ertussenuit zijn gehaald. Het proces lijkt op dat van wijnen met het predicaat Trockenbeerenauslese. Vandaar dat deze wijnen nog kostbaarder zijn dan de vendange tardive. Deze twee termen worden overigens bijna alleen maar in de Elzas gebruikt.